# Guermantes (À la recherche du temps perdu)
Pour les articles homonymes, voir Guermantes (homonymie).

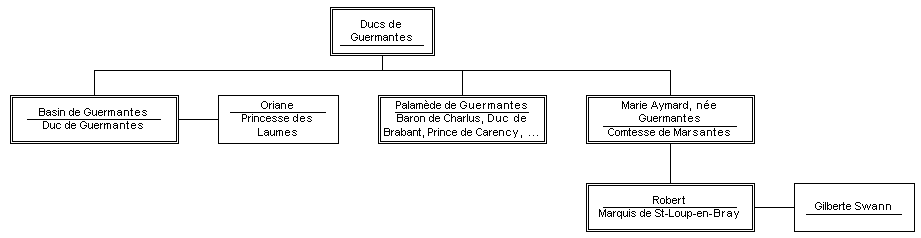
Généalogie des ducs de Guermantes

Guermantes est un lieu-dit d'où tire son nom une célèbre famille de l’œuvre de Marcel Proust À la recherche du temps perdu. En sont issus Palamède de Guermantes, baron de Charlus, son frère Basin, le duc de Guermantes, qui a épousé Oriane, leur neveu Robert de Saint-Loup, fils de Mme de Marsante, la sœur de Charlus et du duc. Il y a aussi le prince et la princesse de Guermantes, leurs cousins, chez qui le narrateur se rend, ainsi que Madame de Villeparisis. Ils donnent leur nom à une partie de l'œuvre : Le Côté de Guermantes.
Un ouvrage récent démontre  — en s’appuyant notamment sur des recherches effectuées dans les cahiers de brouillon de l’auteur — que la comtesse Greffulhe et sa famille, qui ont inspiré plusieurs des personnages de À la recherche du temps perdu,  ont joué un rôle déterminant dans la genèse de l’œuvre et dans la découverte du nom de Guermantes.
Proust a utilisé l'expression « du côté de Villebon » au lieu de « du côté de Guermantes » dans certains anciens brouillons (de 1906–1907) du premier volume de son roman (Cahier 1 et Cahier 4 du brouillon du roman Du côté de chez Swann). Le château de Villebon, rebaptisé plus tard au cours de l'élaboration du roman château de Guermantes, est non seulement la résidence de la famille ducale du même nom, mais aussi un lieu d'excursions pour le jeune narrateur à la première personne depuis la maison d'été de ses grands-parents à Combray, qui a été calquée sur la maison des grands-parents de Proust à Illiers-Combray, à proximité de Villebon, même si celui-ci était effectivement un peu trop loin pour des promenades. On peut donc supposer que Proust avait en tête la forme du château de Villebon. Il n'adopte que le nom du château de Guermantes, que Proust avait visité en 1908, non sans s'être au préalable assuré qu'il n'existait plus de famille noble portant ce nom. Si le château de Villebon a pu fournir le modèle extérieur du château présenté dans le roman, son intérieur s'inspire du château de Balleroy.